# Mecodema scitulum
Mecodema scitulum es una especie de escarabajo del género Mecodema, familia Carabidae. Fue descrita científicamente por Broun en 1894.
Esta especie se encuentra en Nueva Zelanda.
El rango de longitudes es de 22 a 26,5 mm y los élitros miden entre 6 y 7 mm. El color del cuerpo es negro mate.